# Mersin Mustangs 2018
Questa voce raccoglie le informazioni riguardanti i Mersin Mustangs nelle competizioni ufficiali della stagione 2018.

## 2. Lig 2018

### Stagione regolare
| Ankara 25 febbraio 2018, ore 12:30 1ª giornata | Gazi Warriors | 39 – 0 | Mersin Mustangs | Campo dell'Università Gazi |

| Mersin 3 marzo 2018, ore 12:00 2ª giornata | Mersin Mustangs | 6 – 36 | Antalyaspor | Mersin Yenişehir Halısaha |

| Mersin 25 marzo 2018, ore 14:30 4ª giornata | Mersin Mustangs | 26 – 32 | Sabancı Seahawks | Mersin Yenişehir Halısaha |

| Eskişehir 31 marzo-1º aprile 2018 5ª giornata | Bandırma Jets | 25 – 0 (a tavolino) | Mersin Mustangs |  |

| Mersin 5-6 maggio 2018 5ª giornata | Mersin Mustangs | 25 – 0 (a tavolino) | Ege Dolphins |  |

| Istanbul 19-20 maggio 2018 5ª giornata | Okan Buffalos | 25 – 0 (a tavolino) | Mersin Mustangs |  |

## Statistiche di squadra
| Competizione      | %Vittorie | In casa | In casa | In casa | In casa | In casa | In casa | In trasferta | In trasferta | In trasferta | In trasferta | In trasferta | In trasferta | Totale | Totale | Totale | Totale | Totale | Totale |
| Competizione      | %Vittorie | G       | V       | N       | P       | Pf      | Ps      | G            | V            | N            | P            | Pf           | Ps           | G      | V      | N      | P      | Pf     | Ps     |
| ----------------- | --------- | ------- | ------- | ------- | ------- | ------- | ------- | ------------ | ------------ | ------------ | ------------ | ------------ | ------------ | ------ | ------ | ------ | ------ | ------ | ------ |
| Stagione regolare | .167      | 3       | 1       | 0       | 2       | 57      | 68      | 3            | 0            | 0            | 3            | 0            | 89           | 6      | 1      | 0      | 5      | 57     | 157    |
| Totale            | .167      | 3       | 1       | 0       | 2       | 57      | 68      | 3            | 0            | 0            | 3            | 0            | 89           | 6      | 1      | 0      | 5      | 57     | 157    |